# ウェントワースクラブ
ウェントワースクラブ (Wentworth Club) は、ロンドンの南西部、ウィンザー城からさほど遠くないサリー州ヴァージニアウォーターにある会員制ゴルフクラブおよびヘルスリゾート。 クラブは1922年に創立された。中国の北京に本拠を置くレインウッドグループ (Reignwood Group) が2014年9月にクラブを買収し、新しい社債方式の会員制を導入した。 

## 歴史
「ウェントワース（現在はクラブのクラブハウス）」は、ウェリントン公の義理の兄弟の住まいとして19世紀に建てられた。 その後1850年に第二次カルリスタ戦争の結果英国に亡命したスペインの将軍マエストラズゴ公（ラモン・カブレラ）と彼の相続人の妻により買い取られた。 

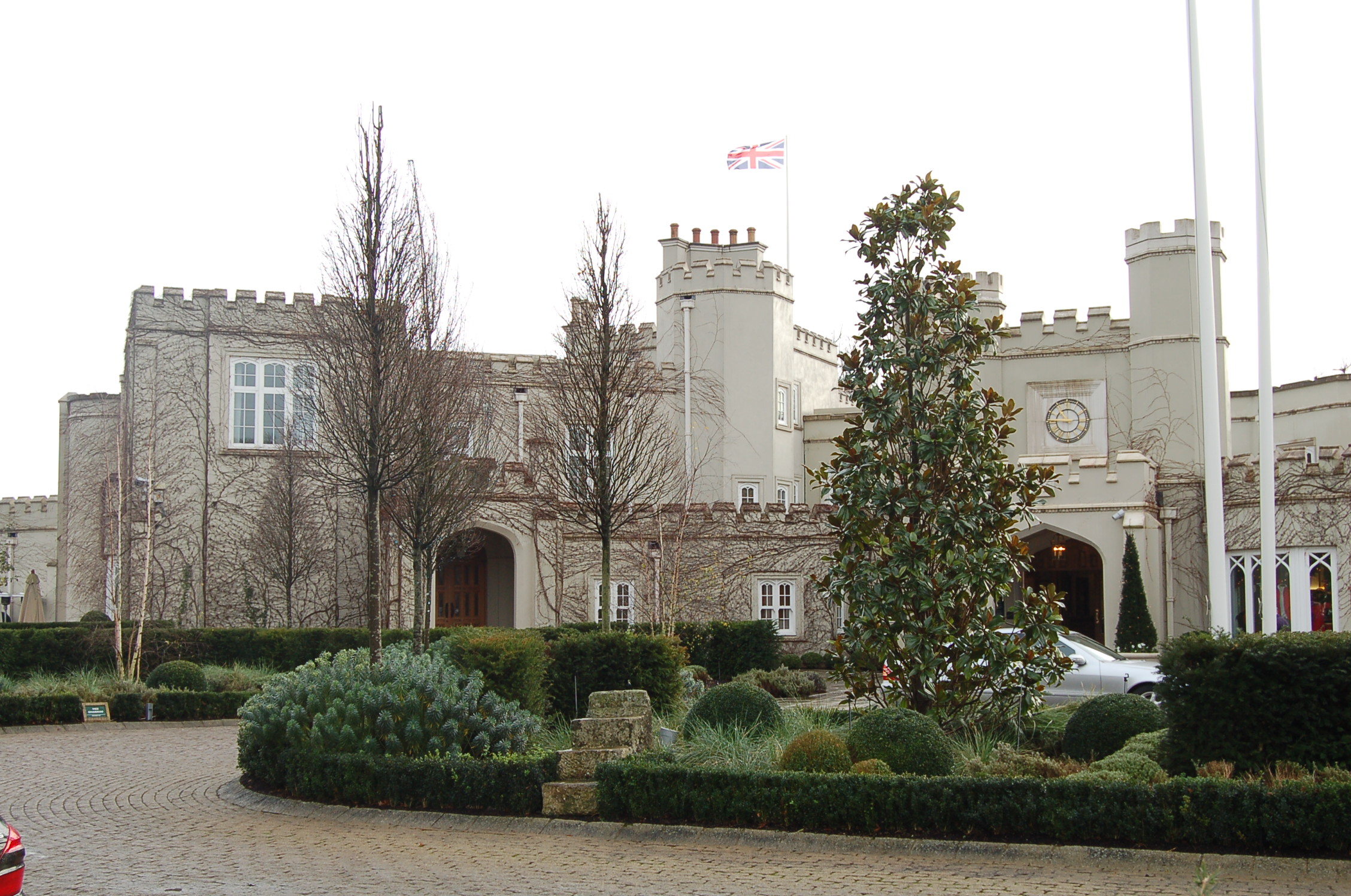
ウェントワースのクラブハウス

彼の死後、その妻であるキャサリン・アン・ボーン・リチャーズ (Catherine Anne Vaughn-Richards) は、カブレラ・トラストという財団を作った。財団は周囲の土地を買い取り、牧草地や小川、それに夫と一緒に旅行したヨーロッパ大陸から持ち帰った樹木類を保護した。これが現在のウェントワースエステート（住宅街）の中心部となった。 
1912年、デベロッパーであった W.G.タラント (Walter George Tarrant) は、ウェイブリッジのセントジョージズヒル (St George's Hill) の開発を開始した。これは、ゴルフコースを中心とした最小区画面積 1エーカー（およそ4,000 平方メートル）のプロットに基づく高級住宅地の開発だった。このセントジョージズヒルの開発に成功したタラントは1922年、ウェントワースエステートでも同様のことを目論み、この開発権を買い取り、セントジョージズヒルの時と同じハリー・コルト (Harry Colt) に、「ウェントワース」ハウスの周囲を取り囲むようなレイアウトのゴルフコース設計を依頼した。タラントは、セントジョージズヒルで成功したときと同様に、敷地面積の大きな宅地を開発した。だが、1920年代後半の大恐慌のため、ウェントワースエステートの開発は差し止めとなってしまった。 1931年に入り、銀行に多額の社債の償還を求められたとき、タラントは破産を宣言することを余儀なくされた。土地の所有権は、サーリンゼイパーキンソンアンドカンパニーリミテッド (Sir Lindsay Parkinson & Co Ltd.) の支配下にあったウェントワースエステートリミテッドに移った。

## 現在
ウェントワースクラブは、プロゴルフとの関係が深いことでよく知られている。1926年のハリーコルトがデザインしたことで有名なウェストコース、1924年にウェストコースよりもコルトが先に設計したがあまりプレーされていないイーストコース、新たにジョン・ジェイコブスが設計したエディンバラコースの都合3つの18ホールコースを持ち、さらに9ホールのパー3エグゼクティブコースもある。 
ヨーロピアンツアーの本部はこのクラブ内にあり、毎年ツアーズPGA選手権 (Tour's PGA Championship) が開催される。 1953年のライダーカップと、1964年から2007年までのワールドマッチプレイ選手権の会場にもなった。 
クラブは、同時に開発され現在ではロンドン郊外で最も高価な住宅地の1つに数えられるウェントワースエステートに囲まれており、多くのトップゴルファーや他の有名人が家を構えている。その1人は、2005年にこのクラブの「ワールドワイドツーリングプロフェッショナル」になったアーニー・エルスである。ゴルフコース設計も手掛けているエルスは2005年から2006年にかけての冬場に、ウェストコースを 310 ヤード延長し、30 のバンカーを追加する改修を手掛けた。 
ウェントワースにはテニスコートとヘルスクラブもある。ウェントワーステニスアンドヘルスクラブは、ジム、ダンススタジオ、ヘルススパ、オゾンスイミングプールとジャグジー、託児施設、更衣室、カフェで構成されている。この大規模な施設は1999年に建築家ブロードウェイ・マリアンによって900万ポンドをかけて完成した。 
2004年、クラブはファッション業界の起業家であるリチャード・ケアリング (Richard Caring)によって1億3,000万ポンドで買収され、2014年には北京に拠点を置くレインウッドインベストメンツ (Reignwood Investments) に1億3,500万ポンドで売却された。 

## ゴルフコース

### ウェストコース
- 開場 ：1926年
- 建築家 ： ハリー・コルト （ アーニー・エルスにより2005年と2007年に改修）
- パー ：72
- 全長 ： 7,284ヤード (6,660 m)
- コースレコード: 62、 ロバート・カールソン 、 トーマス・ビョルン 、 アレックス・ノーレン
- 主なトーナメント ： HSBCワールドマッチプレイチャンピオンシップ 、1964年-2007年： BMW PGAチャンピオンシップ 、1984年-現在： ライダーカップ 、1953年： ワールドカップ 1956年

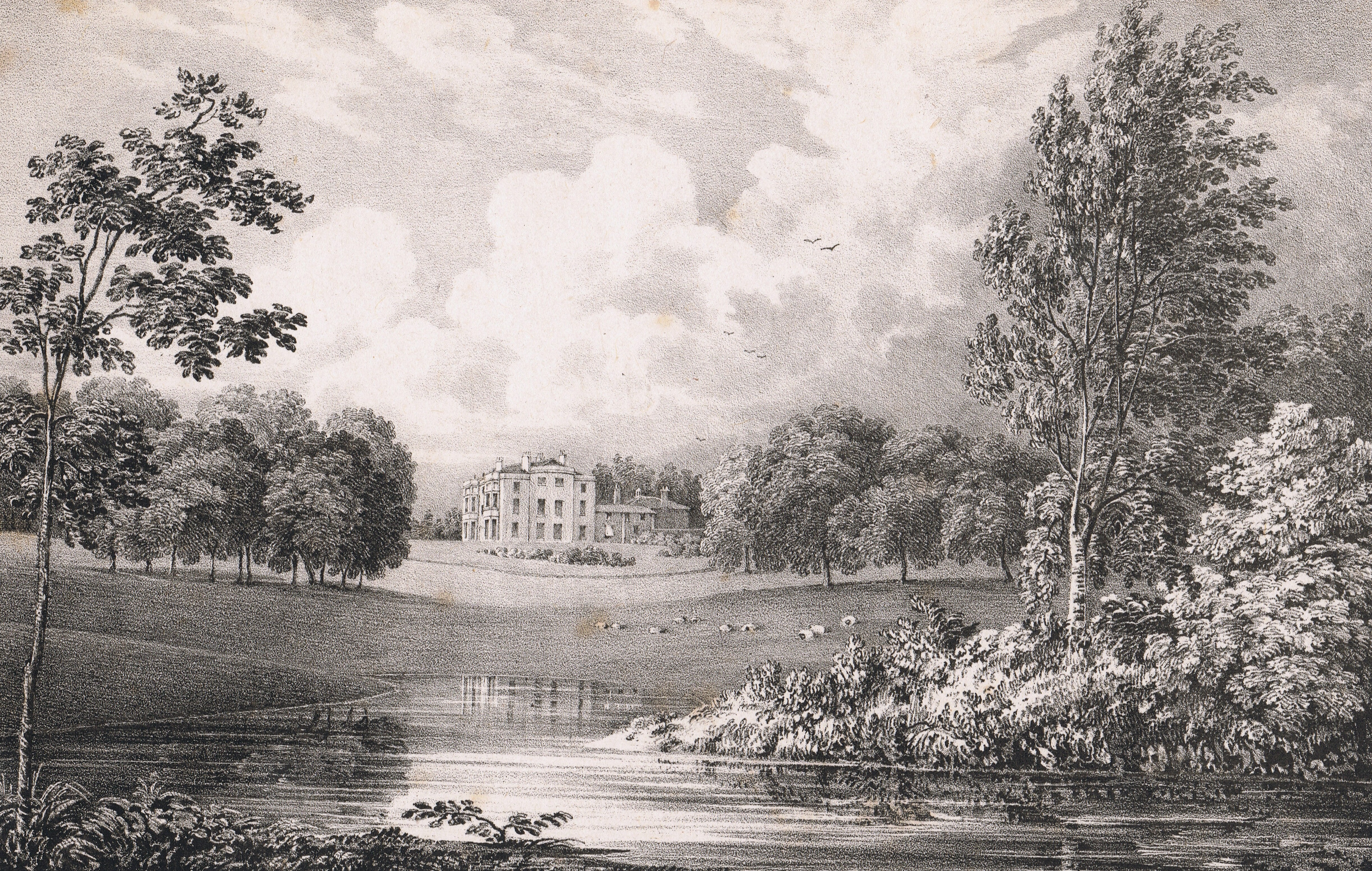
1828年に出版された南東部からのポートナルパークの眺め。 かつてはビス・シャロナーの邸宅だった。およそ400エーカー（+200エーカーを賃貸）の不動産。現在はドーミーハウスとして知られている。 羊は現在のフェアウェイの位置を示す。

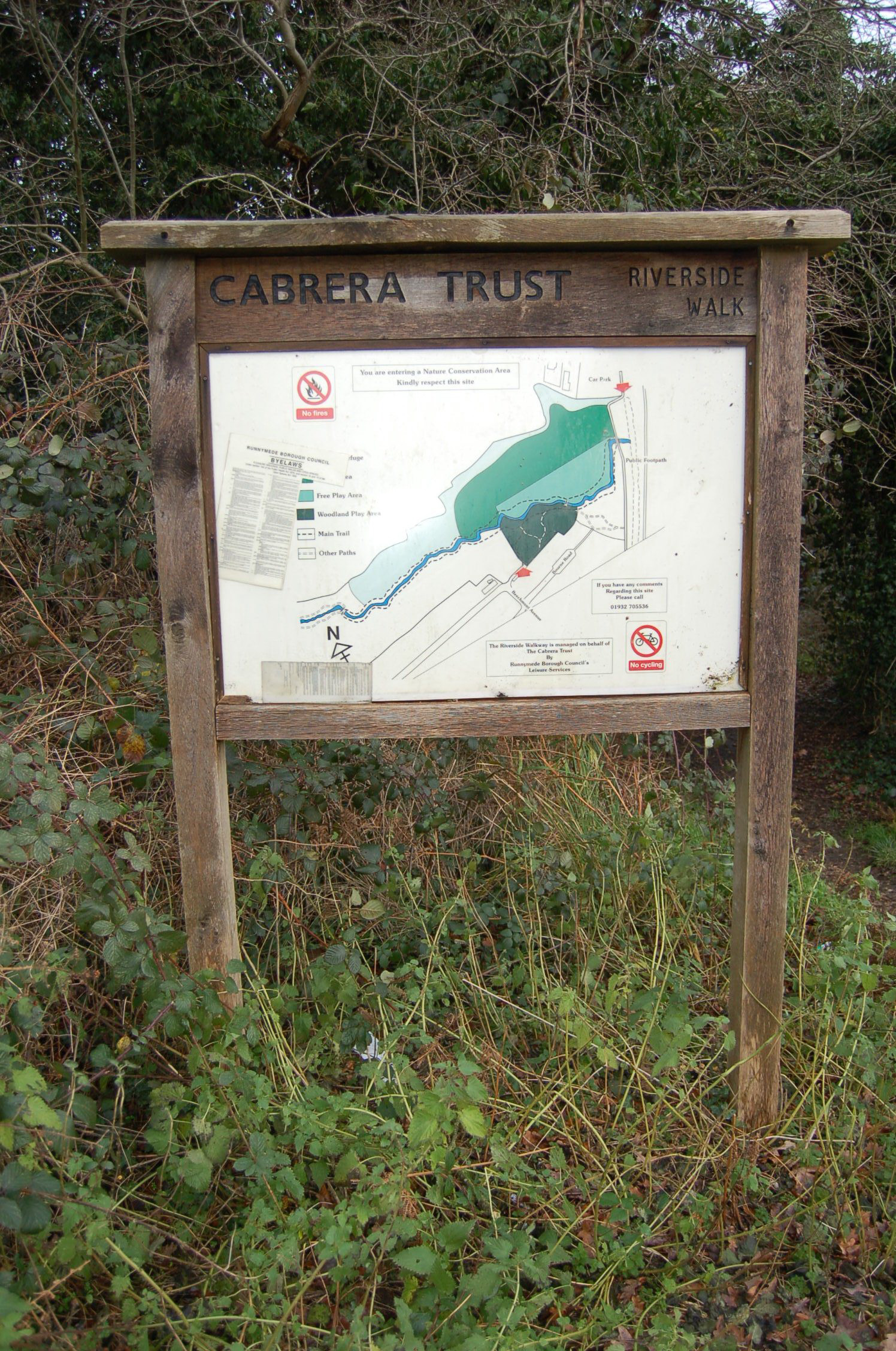
ウェントワースエステートのカブレラトラスト

ウェストコースのスコアカード
| ホール番号 | メートル | ヤード | パー | ホール番号 | メートル | ヤード | パー |
| ---------- | -------- | ------ | ---- | ---------- | -------- | ------ | ---- |
| 1          | 432      | 473    | 4    | 10         | 168      | 184    | ３   |
| 2          | 141      | 154    | ３   | 11         | 380      | 416    | 4    |
| ３         | 425      | 465    | 4    | 12         | 486      | 531    | 5    |
| 4          | 505      | 552    | 5    | 13         | 430      | 470    | 4    |
| 5          | 194      | 203    | ３   | 14         | 164      | 179    | ３   |
| 6          | 382      | 418    | 4    | 15         | 436      | 489    | 4    |
| 7          | 362      | 396    | 4    | 16         | 350      | 383    | 4    |
| 8          | 367      | 391    | 4    | 17         | 558      | 610    | 5    |
| 9          | 410      | 449    | 4    | 18         | 492      | 521    | 5    |
| Front 9    | 3218     | 3501   | 35   | Back 9     | 3464     | 3783   | 37   |
|            |          |        |      | 合計       | 6682     | 7284   | 72   |

### イーストコース
- 開場 ：1924年
- 建築家 ： ハリー・コルト
- パー ：68
- 長さ ： 6,201ヤード (5,670 m)
- コース記録 ：62、 Doug N Sewell
- 主なトーナメント ：第1回 カーティスカップ、1932年。 USとGB＆I（ ライダーカップの前身）1926の親善試合。

イーストコースのスコアカード
| ホール番号 | メートル | ヤード | パー | ホール番号 | メートル | ヤード | パー |
| ---------- | -------- | ------ | ---- | ---------- | -------- | ------ | ---- |
| 1          | 351      | 384    | 4    | 10         | 175      | 191    | ３   |
| 2          | 385      | 421    | 4    | 11         | 422      | 462    | 4    |
| ３         | 304      | 332    | 4    | 12         | 145      | 159    | ３   |
| 4          | 178      | 195    | ３   | 13         | 369      | 403    | 4    |
| 5          | 299      | 327    | 4    | 14         | 295      | 323    | 4    |
| 6          | 324      | 354    | 4    | 15         | 303      | 331    | 4    |
| 7          | 207      | 226    | ３   | 16         | 420      | 459    | 4    |
| 8          | 417      | 456    | 4    | 17         | 197      | 215    | ３   |
| 9          | 481      | 526    | 5    | 18         | 400      | 437    | 4    |
| Front 9    | 2945     | 3221   | 35   | Back 9     | 2725     | 2980   | 33   |
|            |          |        |      | 合計       | 5670     | 6201   | 68   |

### エディンバラコース
- 開場 ：1990
- 設計 ： ジョン・ジェイコブス （ ゲイリープレーヤー 、 バーナード・ギャラハーと合同）
- パー ：72
- 長さ ： 7,004ヤード (6,404 m)
- コースレコード ：67、 Gary Orr
- 開催トーナメント ： ウェントワースシニアマスターズ

エディンバラコースのスコアカード
| ホール番号 | メートル | ヤード | パー | ホール番号 | メートル | ヤード | パー |
| ---------- | -------- | ------ | ---- | ---------- | -------- | ------ | ---- |
| 1          | 420      | 459    | 4    | 10         | 467      | 511    | 5    |
| 2          | 132      | 144    | ３   | 11         | 401      | 439    | 4    |
| ３         | 458      | 501    | 5    | 12         | 155      | 169    | ３   |
| 4          | 367      | 401    | 4    | 13         | 387      | 423    | 4    |
| 5          | 157      | 172    | ３   | 14         | 364      | 398    | 4    |
| 6          | 422      | 461    | 4    | 15         | 360      | 394    | 4    |
| 7          | 555      | 607    | 5    | 16         | 481      | 526    | 5    |
| 8          | 416      | 455    | 4    | 17         | 148      | 162    | ３   |
| 9          | 334      | 365    | 4    | 18         | 432      | 472    | 4    |
| Front 9    | 3260     | 3565   | 36   | Back 9     | 3195     | 3494   | 36   |
|            |          |        |      | 合計       | 6455     | 7059   | 72   |

### エグゼクティブコース（9ホール）
- パー ：27
- 長さ ： 1,902ヤード (1,739 m)